# Lipki Wielkie
Lipki Wielkie is een plaats in het Poolse district Gorzowski, woiwodschap Lubusz. De plaats maakt deel uit van de gemeente Santok en telt 1200 inwoners.

## Verkeer en vervoer
- Station Lipki Wielkie